# Avengers (film 2012)
Avengers (oryg. Marvel’s The Avengers) – amerykański fantastycznonaukowy film akcji z 2012 roku na podstawie serii komiksów o grupie superbohaterów o tej samej nazwie wydawnictwa Marvel Comics. Za reżyserię i scenariusz odpowiadał Joss Whedon. W rolach głównych wystąpili: Robert Downey Jr., Chris Evans, Mark Ruffalo, Chris Hemsworth, Scarlett Johansson, Jeremy Renner, Tom Hiddleston, Clark Gregg, Cobie Smulders, Stellan Skarsgård i Samuel L. Jackson.
W filmie Nick Fury, dyrektor T.A.R.C.Z.Y., rekrutuje Iron Mana, Kapitana Amerykę, Hulka i Thora, aby stworzyć zespół, który musi powstrzymać Lokiego, brata Thora, przed podbojem Ziemi.
Avengers wchodzi w skład I Fazy Filmowego Uniwersum Marvela. Jest to szósty film należący do tej franczyzy i stanowi część jej pierwszego rozdziału zatytułowanego Saga Nieskończoności. Jego kontynuacja, Avengers: Czas Ultrona, miała premierę w 2015 roku, a kolejne dwie części, Avengers: Wojna bez granic i Avengers: Koniec gry – w 2018 i 2019 roku. Dwa kolejne filmy, Avengers 5 i Avengers: Secret Wars, zostały zapowiedziane na 2026 i 2027 rok.
Światowa premiera filmu miała miejsce 11 kwietnia 2012 roku w Los Angeles. W Polsce zadebiutował on 11 maja tego samego roku. Film zarobił ponad 1,5 miliarda dolarów przy budżecie 220 milionów, stając się najbardziej dochodowym filmem 2012 roku i trzecim najbardziej dochodowym filmem wszech czasów. Avengers otrzymał również pozytywne oceny od krytyków.

## Streszczenie fabuły
Loki spotyka się z Innym, władcą pozaziemskiej rasy Chitauri. W zamian za Tesseract, Inny obiecuje Lokiemu armię, którą może podbić Ziemię. Nick Fury, dyrektor T.A.R.C.Z.Y., i agentka Maria Hill przybywają do ośrodka badawczego, w którym doktor Erik Selvig prowadził do tej pory badania nad Tesseractem. Agent Phil Coulson informuje ich, że obiekt promieniuje. Tesseract nagle się uaktywnia i otwiera portal przez który przechodzi Loki, który zabiera Tesseract i wykorzystując swoje berło zniewala Selviga oraz kilku agentów, w tym Clinta Bartona, aby pomogli mu się wydostać .
W związku z atakiem Lokiego, Fury reaktywuje „Inicjatywę Avengers”. Natasha Romanoff zostaje wysłana do Kalkuty, aby zwerbować doktora Bruce’a Bannera do odnalezienia Tesseractu na podstawie emitowanych przez niego promieni gamma. Coulson odwiedza Tony’ego Starka i prosi go o zapoznanie się z badaniami Selviga. Natomiast Fury zleca Steve’owi Rogersowi misję odzyskania Tesseractu .
W Stuttgarcie Barton kradnie iryd potrzebny do ustabilizowania Tesseractu. W tym samym czasie Loki przeprowadza akcję dywersyjną, doprowadzając do konfrontacji z Rogersem, Starkiem i Romanoff, która kończy się jego aresztowaniem. Kiedy Loki jest eskortowany do bazy T.A.R.C.Z.Y. pojawia się jego przybrany brat, Thor, próbując go przekonać do porzucenia swojego planu i powrotu do Asgardu. Po konfrontacji z Rogersem i Starkiem, Thor zgadza się na oddanie brata T.A.R.C.Z.Y. i razem z nimi udaje się na lotniskowiec organizacji. Tam Loki zostaje uwięziony, a Stark i Banner próbują zlokalizować Tesseract .
Między Avengers rozpoczyna się spór o to, w jaki sposób postępować z Lokim oraz o to, że T.A.R.C.Z.A. planuje wykorzystać Tesseract do wyprodukowania nowych broni. Wtedy Barton, wraz z pozostałymi zniewolonymi agentami, atakuje lotniskowiec niszcząc jeden z silników. Powoduje to zamieszanie, w którym Banner zamienia się w Hulka. Stark i Rogers próbują ponownie uruchomić wyłączony silnik. Thor próbuje powstrzymać Hulka, a Romanoff walczy z Bartonem, którego ogłusza, przełamując kontrolę Lokiego. Loki ucieka po zabiciu Coulsona i wyrzuca Thora z lotniskowca, a Hulk spada na ziemię po ataku na myśliwiec. Fury wykorzystuje śmierć Coulsona do zmotywowania Avengers do współpracy ze sobą. Stark i Rogers uzmysławiają sobie, że zwykłe pokonanie ich nie będzie dla Lokiego satysfakcjonujące; chce to zrobić publicznie i ugruntować swoją pozycję jako władca Ziemi .
Loki używa Tesseractu razem z urządzeniem zbudowanym przez Selviga na wieży Starka i otwiera portal dla wojsk Chitauri rozpoczynając inwazję planety. Avengers podejmują walkę z Chitauri. W międzyczasie przełożeni Fury’ego ze Światowej Rady Bezpieczeństwa planują wystrzelić pocisk nuklearny w kierunku Manhattanu, aby zatrzymać inwazję. Stark jednak przechwytuje pocisk i przenosi go przez tunel czasoprzestrzenny w kierunku floty Chitauri. Pocisk eksploduje, niszczy statek-matkę Chitauri i unieszkodliwia ich siły na Ziemi. Stark, na skutek utraty mocy w swojej zbroi, spada z powrotem na Ziemię, ale zostaje uratowany przez Hulka przed uderzeniem w ziemię. W tym czasie Romanoff zamyka tunel czasoprzestrzenny. Thor wraca z Lokim i Tesseractem do Asgardu, a Fury wyraża przekonanie, że Avengers ponownie będą razem współpracować, jeśli nadejdzie taka potrzeba .
W scenie w trakcie napisów końcowych Inny informuje swojego mistrza o nieudanym ataku na Ziemię. W scenie po napisach, Avengers w milczeniu jedzą szawarmę w lokalu .

## Obsada
| Polski dubbing |
| • Mariusz Bonaszewski jako Tony Stark / Iron Man • Paweł Ciołkosz jako Steve Rogers / Kapitan Ameryka • Grzegorz Damięcki jako Bruce Banner / Hulk • Łukasz Nowicki jako Thor • Wiktoria Gorodeckaja jako Natasha Romanoff / Czarna Wdowa • Marcin Przybylski jako Clint Barton / Hawkeye • Marcin Bosak jako Loki • Marcin Perchuć jako Phil Coulson • Anna Dereszowska jako Maria Hill • Leon Charewicz jako Erik Selvig • Krzysztof Stelmaszyk jako Nick Fury |

- Robert Downey Jr. jako Tony Stark / Iron Man, geniusz, biznesmen, filantrop i playboy, który skonstruował dla siebie serię bojowych pancerzy wspomaganych[6].
- Chris Evans jako Steve Rogers / Kapitan Ameryka, weteran II wojny światowej, który został poddany działaniu serum superżołnierza. Spędził kilkadziesiąt lat w letargu zamrożony w lodowcu i został z niego przebudzony w latach współczesnych[7].
- Mark Ruffalo jako Bruce Banner / Hulk, naukowiec specjalizujący się w dziedzinach: biochemii, fizyki nuklearnej i promieniowania gamma. W wyniku wypadku został napromieniowany, co zaowocowało niekontrolowanymi transformacjami w Hulka – wielkiego, humanoidalnego stwora o nadludzkiej sile i wytrzymałości. Należy do Avengers[8]. Lou Ferrigno użyczył głosu Hulkowi[9].
- Chris Hemsworth jako Thor, następca tronu Asgardu, syn Odyna i Friggi. Jego bronią jest młot Mjolnir, dzięki któremu może wzywać pioruny oraz nimi władać[10].
- Scarlett Johansson jako Natasha Romanoff / Czarna Wdowa, jest agentką T.A.R.C.Z.Y. i pracuje jako wysoce wyszkolony szpieg[11].
- Jeremy Renner jako Clint Barton / Hawkeye, agent T.A.R.C.Z.Y., który biegle posługuje się łukiem[12].
- Tom Hiddleston jako Loki, adoptowany brat Thora, który ma obsesję na punkcie władzy[10].
- Clark Gregg jako Phil Coulson, agent T.A.R.C.Z.Y.[13]
- Cobie Smulders jako Maria Hill, agentka T.A.R.C.Z.Y.[14]
- Stellan Skarsgård jako Erik Selvig, profesor astrofizyki współpracujący z T.A.R.C.Z.Ą.[15]
- Samuel L. Jackson jako Nick Fury, dyrektor T.A.R.C.Z.Y.[16]

Swoje role z poprzednich filmów franczyzy powtórzyli: Gwyneth Paltrow jako Virginia „Pepper” Potts, prezes Stark Industries i partnerka Starka; Maximiliano Hernández jako Jasper Sitwell, agent T.A.R.C.Z.Y. oraz Paul Bettany jako J.A.R.V.I.S., komputerowa sztuczna inteligencja stworzona przez Starka, która zarządza jego posiadłością i zbrojami.
W filmie ponadto wystąpili: Powers Boothe jako Gideon Malick i Jenny Agutter jako Hawley, członkowie Światowej Rady Bezpieczeństwa; Jerzy Skolimowski jako Georgi Luchkov oraz Alexis Denisof jako Inny, sojusznik Thanosa.
W rolach cameo pojawili się: twórca komiksów Marvela, Stan Lee, jako mężczyzna grający w szachy oraz w scenie po napisach Damion Poitier jako Thanos.

## Produkcja

### Rozwój projektu

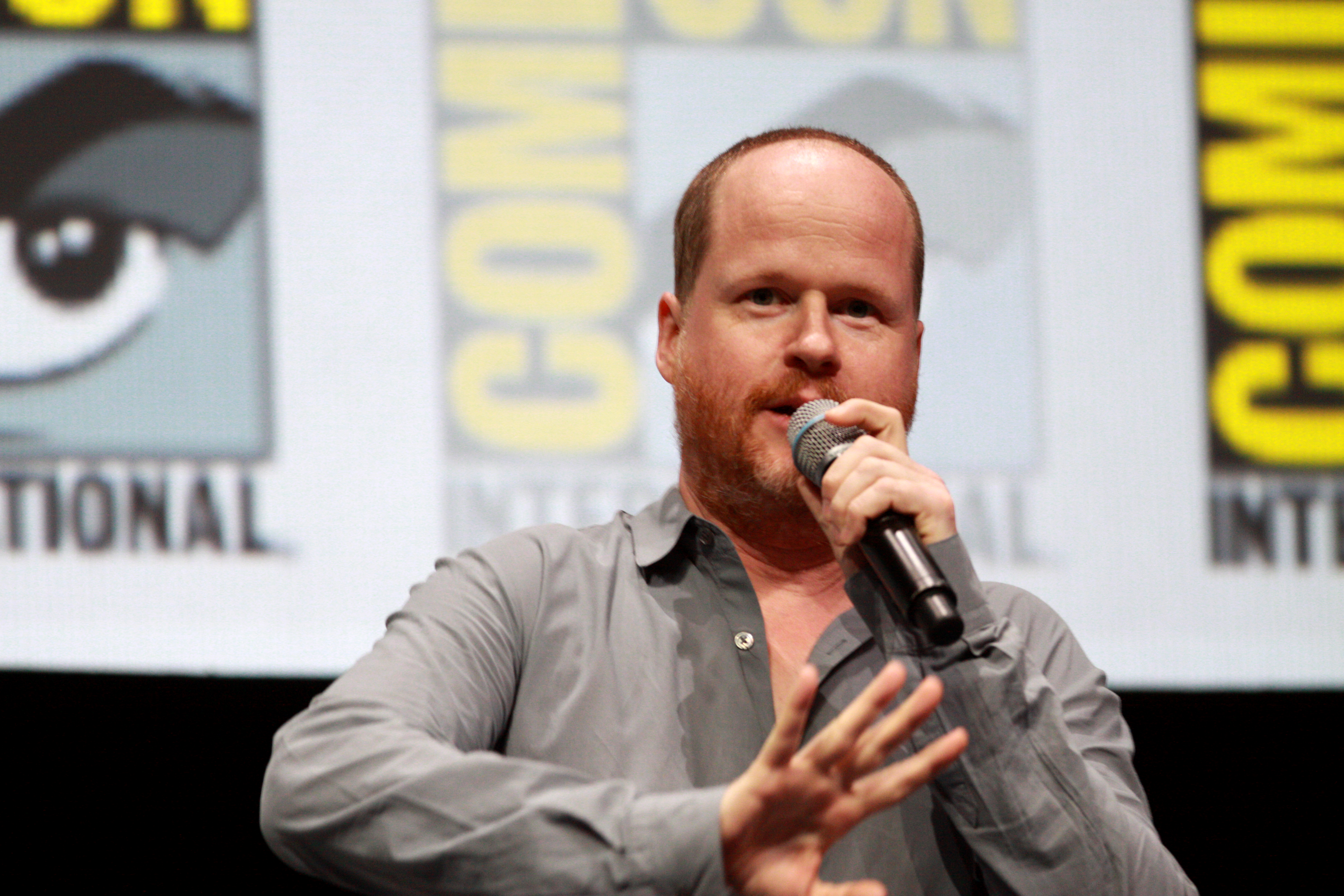
Joss Whedon, reżyser filmu

Pierwsze pomysły na film o komiksowej drużynie superbohaterów Avengers pojawiły się w 2003 roku. W kwietniu 2005 roku Avi Arad, ówczesny prezes Marvel Studios ogłosił, że jest on w planach studia. W czerwcu 2007 Zak Penn został zatrudniony jako scenarzysta filmu. W maju 2008 roku studio zaplanowało datę amerykańskiej premiery na lipiec 2011 roku. We wrześniu Marvel Studios rozszerzyło umowę z Paramount Pictures na dystrybucję kolejnych filmów. Miesiąc później poinformowano, że Jon Favreau będzie producentem wykonawczym. W marcu 2009 roku ogłoszono, że data premiery została przewidziana na 4 maja 2012 roku. We wrześniu Favreau zaprzeczył doniesieniom, że ma wyreżyserować film. W marcu 2010 roku wyjawiono, że Penn zakończył pisanie scenariusza. W czerwcu poinformowano, że Joss Whedon prowadzi rozmowy ze studiem dotyczące zatrudnienia go jako reżysera filmu i poprawienia scenariusza Penna. W lipcu oficjalnie potwierdzono jego udział. W październiku Marvel wyraził zgodę, aby zapłacić Paramount Pictures 115 milionów dolarów za międzynarodową dystrybucję filmów Avengers i Iron Man 3. Umowa również dawała Paramount Pictures 8% z zysków. Scenariusz był konsultowany z National Academy of Sciences poprzez ich program Science & Entertainment Exchange.
Whedon przyznał, że w początkowych wersjach scenariusza uwzględniona została postać Wasp w zastępstwie Czarnej Wdowy, na wypadek, gdyby Scarlett Johansson nie mogła zagrać w filmie. Reżyser zaproponował, poza Lokim, drugiego złoczyńcę, którym miał być Ezekiel Stane, syn Obadiaha Stane’a, głównego antagonisty w filmie Iron Man z 2008 roku. Jednak ten pomysł został odrzucony przez studio. Szef studia, Kevin Feige ujawnił, że miał obawy, czy publiczności przypadnie do gustu Kapitan Ameryka, Thor lub Loki, ponieważ prace nad filmem rozpoczęły się na długo przed wydaniem filmów Thor i Kapitan Ameryka: Pierwsze starcie z 2011 roku.

### Casting
W październiku 2008 roku poinformowano, że Robert Downey Jr. podpisał kontrakt na udział w kilku produkcjach studia jako Tony Stark / Iron Man. Wyjawiono również, że w filmie pojawi się Don Cheadle jako James Rhodes / War Machine. W lutym 2009 roku Samuel L. Jackson zawarł umowę ze studiem na dziewięć filmów, w których miałby pojawić się w roli Nicka Fury’ego. W marcu ujawniono, że Scarlett Johansson zagra Natashę Romanoff / Czarną Wdowę. W czerwcu poinformowano, że w filmie wystąpią Chris Hemsworth jako Thor i Tom Hiddleston jako Loki. We wrześniu Edward Norton wyjawił, że chciałby powrócić w roli Bruce’a Bannera / Hulka.
W marcu 2010 roku Chris Evans podpisał kontrakt na udział w kilku filmach jako Steve Rogers / Kapitan Ameryka, a w czerwcu do obsady dołączył Jeremy Renner jako Hawkeye. W lipcu Norton poinformował, że nie powróci do roli Hulka, a kilka dni później ujawniono, że zastąpi go Mark Ruffalo. W tym samym miesiącu poinformowano, że Clark Gregg zagra ponownie agenta Phila Coulsona. W styczniu 2011 roku Cheadle i Gwyneth Paltrow poinformowali, że nie pojawią się w filmie jako kolejno Rhodes i „Pepper” Potts, jednak Paltrow ostatecznie zagrała w filmie. W lutym 2011 roku do obsady dołączyła Cobie Smulders jako Maria Hill, w marcu Stellan Skarsgård jako Erik Selvig, a w kwietniu Paul Bettany jako J.A.R.V.I.S.

### Zdjęcia i postprodukcja

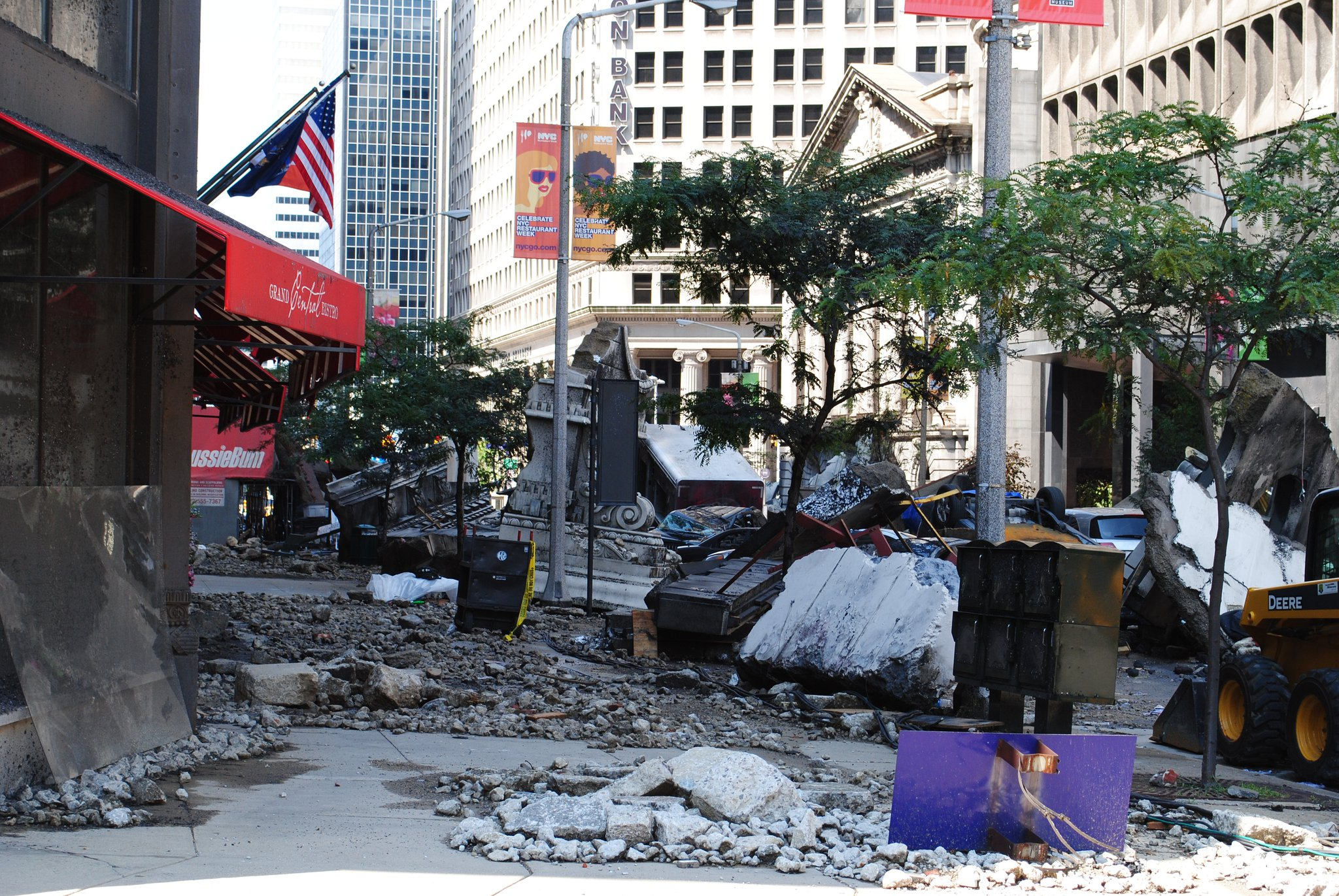
Plan zdjęciowy w Cleveland

Zdjęcia do filmu rozpoczęły się 26 kwietnia 2011 roku w Albuquerque w stanie Nowy Meksyk w Albuquerque Studios pod roboczym tytułem Group Hug. Na początku lipca zdjęcia realizowano w Pittsburghu i Worthington w Pensylwanii. W sierpniu produkcja przeniosła się do Cleveland w Ohio. Nakręcono tam sceny Nowego Jorku i Stuttgartu. Zdjęcia zrealizowano również w Centrum Badawczym NASA w Sandusky, które posłużyło za ośrodek badawczy T.A.R.C.Z.Y. Zdjęcia zakończyły się 2 września w Nowym Jorku. Odpowiadał za nie Seamus McGarvey. Scenografią zajął się James Chinlund, a kostiumy zaprojektowała Alexandra Byrne.
Joss Whedon zadecydował, aby włączyć postać Thanosa w scenę po napisach. Druga scena po napisach, w której Avengers jedzą szawarmę, została nakręcona 12 kwietnia 2012 roku po światowej premierze w Los Angeles. Chris Evans wymagał przy tym specjalnej charakteryzacji ze względu na zarost. The Walt Disney Company i Sony Pictures Entertainment porozumiały się w sprawie umieszczenia OsCorp Tower z filmu Niesamowity Spider-Man z 2012 roku, jednak ostatecznie pomysł ten został porzucony.  
Montażem zajęli się Jeffrey Ford i Lisa Lassek. Efekty specjalne przygotowały studia: Industrial Light & Magic, Weta Digital, Scanline VFX, Hydraulx, Fuel VFX, Evil Eye Pictures, Luma Pictures, Cantina Creative, Trixter, Modus FX, Whiskytree, Digital Domain, The Third Floor i Method Design, a odpowiadał za nie Janek Sirrs. Industrial Light & Magic stworzyło krajobraz wieżowców Nowego Jorku. Weta Digital zajęło się sceną pojedynku w lesie. Scanline VFX przygotowało początkowe sceny na zewnątrz lotniskowca, a Evil Eye Pictures zajęło się scenami rozgrywającymi się w jego wnętrzu. Luma Pictures stworzyło sceny na mostku lotniskowca. Fuel VFX przygotowało sceny wewnątrz apartamentu w Stark Tower. Digital Domain odpowiadało za scenę rozgrywającą się pomiędzy Lokim i Innym.

## Muzyka
W listopadzie 2011 roku poinformowano, że muzykę do filmu skomponuje Alan Silvestri. Ścieżka dźwiękowa nagrana została w Abbey Road Studios w Londynie przez London Symphony Orchestra. Album z muzyką Silvestriego, The Avengers Original Motion Picture Soundtrack, został wydany cyfrowo i na CD 1 maja 2012 roku przez Hollywood Records. Tego samego dnia został wydany album koncepcyjny zatytułowany Avengers Assemble. Znalazł się na nim specjalnie napisany przez Soundgarden utwór „Live to Rise” oraz między innymi: „Even If I Could” (Papa Roach), „A New Way to Bleed” (Evanescence) i „Into the Blue” (Bush).
| The Avengers Original Motion Picture Soundtrack – 2012 | The Avengers Original Motion Picture Soundtrack – 2012 | The Avengers Original Motion Picture Soundtrack – 2012 | The Avengers Original Motion Picture Soundtrack – 2012 |
| Nr                                                     | Tytuł utworu                                           | Muzyka                                                 | Długość                                                |
| ------------------------------------------------------ | ------------------------------------------------------ | ------------------------------------------------------ | ------------------------------------------------------ |
| 1.                                                     | „Arrival”                                              | A. Silvestri                                           | 2:59                                                   |
| 2.                                                     | „Doors Open From Both Sides”                           | A. Silvestri                                           | 2:48                                                   |
| 3.                                                     | „Tunnel Chase”                                         | A. Silvestri                                           | 2:36                                                   |
| 4.                                                     | „Stark Goes Green”                                     | A. Silvestri                                           | 2:41                                                   |
| 5.                                                     | „Helicarrier”                                          | A. Silvestri                                           | 2:09                                                   |
| 6.                                                     | „Subjugation”                                          | A. Silvestri                                           | 3:00                                                   |
| 7.                                                     | „Don’t Take My Stuff”                                  | A. Silvestri                                           | 4:42                                                   |
| 8.                                                     | „Red Ledger”                                           | A. Silvestri                                           | 5:11                                                   |
| 9.                                                     | „Assault”                                              | A. Silvestri                                           | 4:26                                                   |
| 10.                                                    | „They Called It”                                       | A. Silvestri                                           | 2:41                                                   |
| 11.                                                    | „Performance Issues”                                   | A. Silvestri                                           | 3:35                                                   |
| 12.                                                    | „Seeing, Not Believing”                                | A. Silvestri                                           | 4:25                                                   |
| 13.                                                    | „Assemble”                                             | A. Silvestri                                           | 4:31                                                   |
| 14.                                                    | „I Got a Ride”                                         | A. Silvestri                                           | 4:00                                                   |
| 15.                                                    | „A Little Help”                                        | A. Silvestri                                           | 3:14                                                   |
| 16.                                                    | „One Way Trip”                                         | A. Silvestri                                           | 5:50                                                   |
| 17.                                                    | „A Promise”                                            | A. Silvestri                                           | 3:34                                                   |
| 18.                                                    | „The Avengers”                                         | A. Silvestri                                           | 2:03                                                   |
|                                                        |                                                        |                                                        | 1:04:25                                                |

| The Avengers Original Motion Picture Soundtrack (wydanie cyfrowe) – 2012 | The Avengers Original Motion Picture Soundtrack (wydanie cyfrowe) – 2012 | The Avengers Original Motion Picture Soundtrack (wydanie cyfrowe) – 2012 | The Avengers Original Motion Picture Soundtrack (wydanie cyfrowe) – 2012 |
| Nr                                                                       | Tytuł utworu                                                             | Muzyka                                                                   | Długość                                                                  |
| ------------------------------------------------------------------------ | ------------------------------------------------------------------------ | ------------------------------------------------------------------------ | ------------------------------------------------------------------------ |
| 1.                                                                       | „Arrival”                                                                | A. Silvestri                                                             | 2:59                                                                     |
| 2.                                                                       | „Doors Open From Both Sides (Extended)”                                  | A. Silvestri                                                             | 3:29                                                                     |
| 3.                                                                       | „Tunnel Chase (Extended)”                                                | A. Silvestri                                                             | 4:47                                                                     |
| 4.                                                                       | „Interrogation”                                                          | A. Silvestri                                                             | 2:38                                                                     |
| 5.                                                                       | „Stark Goes Green (Extended)”                                            | A. Silvestri                                                             | 4:46                                                                     |
| 6.                                                                       | „Helicarrier”                                                            | A. Silvestri                                                             | 2:09                                                                     |
| 7.                                                                       | „Subjugation (Extended)”                                                 | A. Silvestri                                                             | 3:40                                                                     |
| 8.                                                                       | „Don’t Take My Stuff (Extended)”                                         | A. Silvestri                                                             | 5:06                                                                     |
| 9.                                                                       | „Red Ledger”                                                             | A. Silvestri                                                             | 5:10                                                                     |
| 10.                                                                      | „Assault”                                                                | A. Silvestri                                                             | 4:25                                                                     |
| 11.                                                                      | „They Called It”                                                         | A. Silvestri                                                             | 2:41                                                                     |
| 12.                                                                      | „Performance Issues (Extended)”                                          | A. Silvestri                                                             | 4:56                                                                     |
| 13.                                                                      | „Seeing, Not Believing”                                                  | A. Silvestri                                                             | 4:25                                                                     |
| 14.                                                                      | „Assemble (Extended)”                                                    | A. Silvestri                                                             | 5:21                                                                     |
| 15.                                                                      | „I Got a Ride”                                                           | A. Silvestri                                                             | 4:00                                                                     |
| 16.                                                                      | „A Little Help (Extended)”                                               | A. Silvestri                                                             | 3:49                                                                     |
| 17.                                                                      | „One Way Trip”                                                           | A. Silvestri                                                             | 5:50                                                                     |
| 18.                                                                      | „A Promise”                                                              | A. Silvestri                                                             | 3:34                                                                     |
| 19.                                                                      | „The Avengers”                                                           | A. Silvestri                                                             | 2:03                                                                     |
|                                                                          |                                                                          |                                                                          | 1:15:48                                                                  |

| Avengers Assemble (Music from and Inspired by the Motion Picture) – 2012 | Avengers Assemble (Music from and Inspired by the Motion Picture) – 2012 | Avengers Assemble (Music from and Inspired by the Motion Picture) – 2012 | Avengers Assemble (Music from and Inspired by the Motion Picture) – 2012 | Avengers Assemble (Music from and Inspired by the Motion Picture) – 2012 |
| Nr                                                                       | Tytuł utworu                                                             | Autor                                                                    | Wykonawca                                                                | Długość                                                                  |
| ------------------------------------------------------------------------ | ------------------------------------------------------------------------ | ------------------------------------------------------------------------ | ------------------------------------------------------------------------ | ------------------------------------------------------------------------ |
| 1.                                                                       | „Live to Rise”                                                           | C. Cornell                                                               | Soundgarden                                                              | 4:40                                                                     |
| 2.                                                                       | „I’m Alive”                                                              | B. Smith, E. Bass, D. Bassett                                            | Shinedown                                                                | 3:39                                                                     |
| 3.                                                                       | „Dirt and Roses”                                                         | Z. Blair, B. Barnes, T. McIlrath, J. Principe                            | Rise Against                                                             | 3:14                                                                     |
| 4.                                                                       | „Even If I Could”                                                        | Papa Roach, J. Michael                                                   | Papa Roach                                                               | 3:16                                                                     |
| 5.                                                                       | „Unbroken”                                                               | A. Biersack, J. Pitts, J. Ferguson, B. Daly, S. Beavan                   | Black Veil Brides                                                        | 3:27                                                                     |
| 6.                                                                       | „Breath”                                                                 | S. Weiland, D. Grean                                                     | Scott Weiland                                                            | 3:17                                                                     |
| 7.                                                                       | „Comeback”                                                               | M. Kasprzyk, W. Gagel, X. Barry                                          | Redlight King                                                            | 3:39                                                                     |
| 8.                                                                       | „Into the Blue”                                                          | G. Rossdale                                                              | Bush                                                                     | 4:15                                                                     |
| 9.                                                                       | „A New Way to Bleed (Remix)”                                             | A. Lee, T. Balsamo                                                       | Evanescence                                                              | 4:00                                                                     |
| 10.                                                                      | „Count Me Out”                                                           | F. Perez, D. Kushner, D. Warren, S. Shriner, J. Castillo                 | PusherJones                                                              | 4:37                                                                     |
| 11.                                                                      | „Wherever I Go”                                                          | J. Todd, K. Nelson, S. Dacanay                                           | Buckcherry                                                               | 4:13                                                                     |
| 12.                                                                      | „From Out of Nowhere”                                                    | B. Gould, R. Bottum                                                      | Five Finger Death Punch                                                  | 3:23                                                                     |
| 13.                                                                      | „Shake the Ground”                                                       | C. Bomb, A. Watts, G. Arnold, A. Dodd                                    | Cherri Bomb                                                              | 2:40                                                                     |
| 14.                                                                      | „Pistols at Dawn”                                                        | S. Pizzorno                                                              | Kasabian                                                                 | 5:18                                                                     |
|                                                                          |                                                                          |                                                                          |                                                                          | 53:38                                                                    |

## Promocja

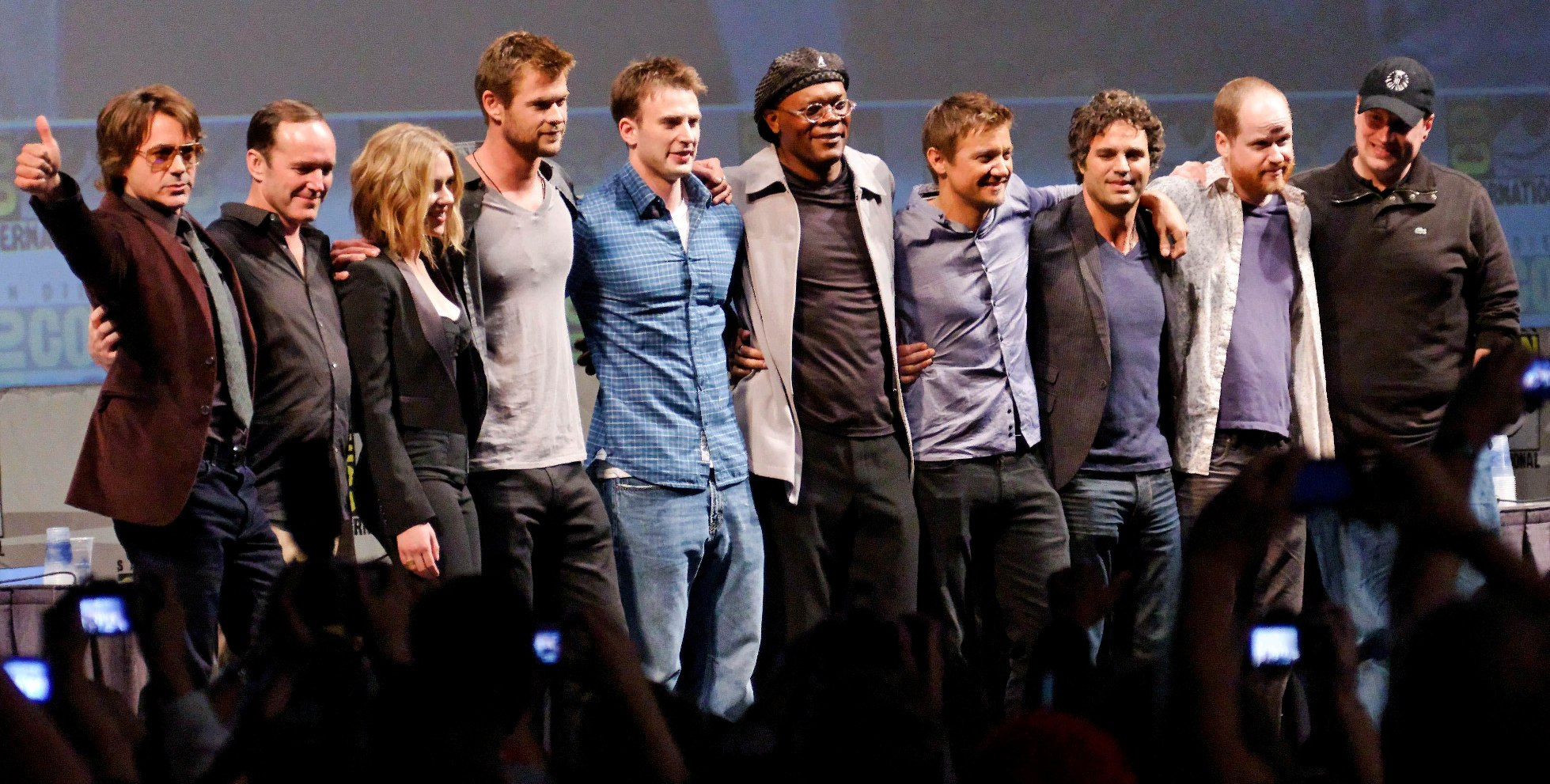
Obsada podczas San Diego Comic-Conu 2010

W lipcu 2010 roku Kevin Feige, Joss Whedon, Robert Downey Jr., Chris Evans, Mark Ruffalo, Chris Hemsworth, Scarlett Johansson, Jeremy Renner, Clark Gregg i Samuel L. Jackson pojawili się na panelu studia podczas San Diego Comic-Conu, gdzie zaprezentowano teaser filmu. Kolejny materiał promujący film został pokazany na końcu filmu Kapitan Ameryka: Pierwsze starcie w lipcu 2011 roku, jednak jeszcze przed premierą tego filmu wyciekł on do sieci. W sierpniu, podczas D23 Expo, również pojawiła się obsada i zaprezentowano pierwsze fragmenty filmu. 11 października udostępniono na iTunes pierwszy pełny zwiastun filmu. Został on pobrany 10 milionów razy w ciągu 24 godzin. W tym samym miesiącu, w ramach promocji filmu, Feige oraz Evans, Gregg, Tom Hiddleston i Cobie Smulders pojawili się na New York Comic Conie. 31 stycznia 2012 roku odbył się 30-minutowy czat na Twitterze z Whedonem, Jacksonem, Hiddlestonem i Greggiem. 5 lutego został zaprezentowany 30 sekundowy spot na Super Bowl XLVI. Koszt jego emisji został oszacowany na 4 miliony dolarów. Drugi zwiastun udostępniono 29 lutego 2012 roku na iTunes. Został on pobrany 13,7 miliona razy w ciągu 24 godzin. 1 maja kierownictwo Marvel Studios oraz Hiddleston i Gregg, uderzyli w dzwon obwieszczający otwarcie nowojorskiej giełdy na cześć kinowej premiery filmu.
Partnerami promocyjnymi filmu były firmy: Honda, Colantotte, Dr Pepper, Farmers Insurance, Harley-Davidson, Hershey, Land O’Frost, Oracle, Red Baron Pizza, Symantec, Visa i Wyndham Hotels & Resorts. Koszty kampanii marketingowej zostały oszacowane na 100 milionów dolarów.
W styczniu 2016 roku została wydana gra komputerowa Lego Marvel’s Avengers przez Warner Bros. Interactive Entertainment i Traveller’s Tales, w której jedną z misji jest adaptacja historii z filmu. Dostępna jest ona na urządzenia: Xbox One, Xbox 360, PlayStation 4, PlayStation 3, PlayStation Vita, Wii U, Nintendo 3DS i komputery osobiste.
Komiksy powiązane / Przewodniki
Od 5 lutego do 28 marca 2012 roku Marvel Comics wydało ośmio-zeszytowy komiks powiązany The Avengers Prelude: Fury’s Big Week. Za scenariusz odpowiadali Chris Yost i Eric Pearson, a za rysunki Luke Ross i Agustin Padilla. Natomiast od 2 maja do 6 czerwca wydano trzy-zeszytowy The Avengers Prelude: Black Widow Strikes ze scenariuszem Freda Van Lente oraz rysunkami Neila Edwardsa i Renato Arlema. 2 maja wydany został nieoficjalny komiks The Avengers Initiative ze scenariuszem Lente i rysunkami Rona Lima.
Od 24 grudnia 2014 do 7 stycznia 2015 roku wydana została dwu-zeszytowa komiksowa adaptacja filmu Marvel’s The Avengers. Za scenariusz odpowiadał Will Corona Pilgrim, a za rysunki Joe Bennett.
24 lutego 2016 roku został wydany cyfrowo Guidebook to the Marvel Cinematic Universe: Marvel’s Avengers, który zawiera fakty dotyczące filmu, porównania do komiksów oraz informacje produkcyjne . 5 kwietnia 2017 roku ukazało się wydanie zbiorowe zawierające ten przewodnik, zatytułowane Marvel Cinematic Universe Guidebook: The Avengers Initiative.

## Wydanie

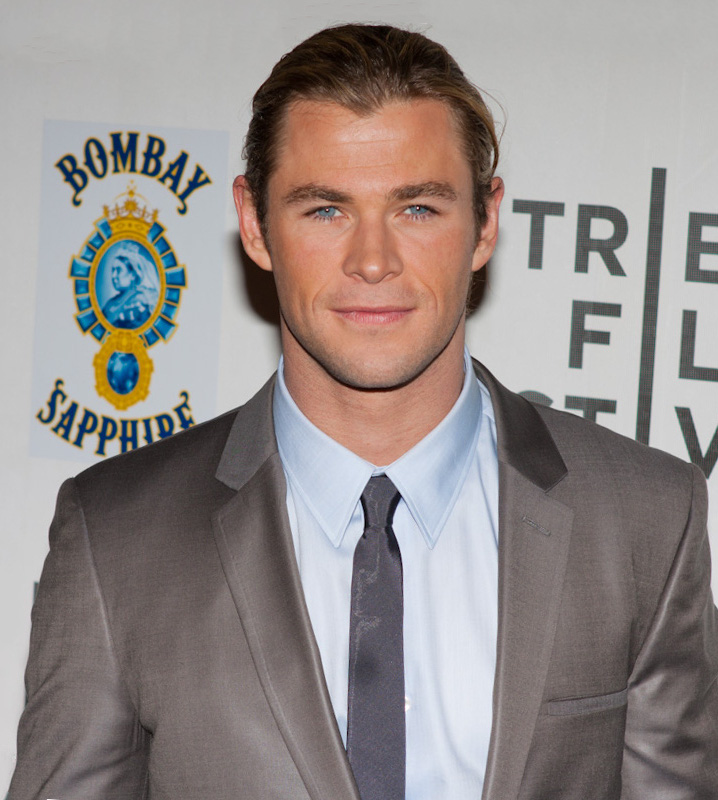
Chris Hemsworth na Tribeca Film Festival 2012

Światowa premiera Avengers odbyła się 11 kwietnia 2012 roku w El Capitan Theatre w Los Angeles. W wydarzeniu uczestniczyła obsada i ekipa produkcyjna filmu, oraz zaproszeni specjalni goście. Premierze tej towarzyszył czerwony dywan oraz szereg konferencji prasowych. 28 kwietnia wyświetlono go na zamknięcie Tribeca Film Festival.
Film zadebiutował dla szerszej publiczności 25 kwietnia w 9 krajach, między innymi we Francji, Australii, Nowej Zelandii, na Tajwanie, Filipinach i we Włoszech. W Wielkiej Brytanii i Irlandii film miał premierę dzień później, pod zmienionym tytułem Avengers Assemble. W Rosji miał premierę 3 maja. W kinach w Stanach Zjednoczonych i Kanadzie zadebiutował 4 maja. 5 maja premiera odbyła się w Chinach, 10 maja w Izraelu, 11 maja w Polsce i 17 sierpnia w Japonii.
Początkowo za dystrybucję miało być odpowiedzialne Paramount Pictures, tak jak w przypadku poprzednich filmów produkcji Marvel Studios, jednak po przejęciu studia przez The Walt Disney Company, dystrybucją zajęło się Walt Disney Studios Motion Pictures.
Film został wydany cyfrowo i na nośnikach DVD i Blu-ray w Stanach Zjednoczonych 25 sierpnia 2012 roku przez Walt Disney Studios Home Entertainment. W Polsce został on wydany 7 września tego samego roku przez CD Projekt.
2 kwietnia 2013 roku został wydany również w 10-dyskowej wersji kolekcjonerskiej Marvel Cinematic Universe: Phase One Collection, która zawiera 6 filmów Fazy Pierwszej, a 15 listopada tego samego roku w specjalnej wersji zawierającej 23 filmy franczyzy tworzące The Infinity Saga.
Wersja Blu-Ray zawiera dodatkowo film krótkometrażowy Przedmiot 47 z serii Marvel One-Shots w reżyserii Louisa D’Esposito i ze scenariuszem Erica Pearsona. W rolach głównych wystąpili: Titus Welliver, Jesse Bradford, Lizzy Caplan i Maximiliano Hernández, który wystąpił w Avengers jako agent Jasper Sitwell. Przedmiot 47 opowiada historię dziejącą się po wydarzeniach pokazanych filmie, o tym jak para Bennie i Claire odnajduje broń pozostawioną przez Chitauri.

## Odbiór

### Box office
Avengers, mając budżet wynoszący 196 milionów dolarów, w weekend otwarcia zarobił na świecie prawie 393 milionów dolarów, z czego ponad 207 milionów w Stanach Zjednoczonych i Kanadzie. Jego łączny przychód z biletów na świecie osiągnął prawie 1,52 miliarda dolarów, z czego w Stanach Zjednoczonych i Kanadzie to ponad 623 miliony. Wynik ten dał Avengers pierwsze miejsce na liście najbardziej kasowych filmów 2012 roku oraz trzecią pozycję wśród najbardziej dochodowych filmów w historii kina.
Wśród największych rynków znalazły się: Chiny (86,3 miliona), Wielka Brytania (80,6 miliona), Brazylia (63,9 miliona), Meksyk (61,7 miliona), Australia (54,4 miliona), Korea Południowa (48,7 miliona), Rosja (43,7 miliona), Francja (37,8 miliona), Japonia (33 miliony) i Niemcy (30,8 miliona). W Polsce w weekend otwarcia film zarobił prawie 960 tysięcy dolarów, a w sumie uzyskał prawie 3,2 miliona.

#### Rekordy
- Najbardziej dochodowy film o superbohaterach na świecie[91]
- Najlepiej zarabiający film na świecie w 2012 roku[90]
- Najlepszy weekend otwarcia w Stanach Zjednoczonych i Kanadzie[92]
- Najlepszy weekend otwarcia z uwzględnieniem inflacji w Stanach Zjednoczonych i Kanadzie[93]
- Najlepszy tydzień otwarcia w Stanach Zjednoczonych i Kanadzie[93]
- Najlepsze majowe otwarcie w Stanach Zjednoczonych i Kanadzie[93]
- Najlepszy weekend otwarcia w Stanach Zjednoczonych i Kanadzie dla filmu o superbohaterach[93]
- Najlepszy weekend otwarcia 3D w Stanach Zjednoczonych i Kanadzie[93]
- Najlepszy weekend otwarcia IMAX w Stanach Zjednoczonych i Kanadzie[92]
- Najlepszy drugi weekend w Stanach Zjednoczonych i Kanadzie[94]
- Najwyższa średnia w kinach w Stanach Zjednoczonych i Kanadzie[93]
- Najszybciej osiągnięte 100, 150, 200, 250, 300, 350, 400, 450, 500, 550 milionów dolarów w Stanach Zjednoczonych i Kanadzie[92][94][93]
- Najbardziej dochodowy film o superbohaterach w Stanach Zjednoczonych i Kanadzie[95]
- Najbardziej dochodowy film w Ameryce Łacińskiej[96]
- Najlepiej zarabiający film: Filipiny, Indonezja, Singapur[93]
- Najlepszy weekend otwarcia: Meksyk, Brazylia, Argentyna, Ekwador, Peru, Boliwia, Hongkong, Malezja, Nowa Zelandia, Filipiny[92], Tajwan i Zjednoczone Emiraty Arabskie[83]
- Najlepszy pierwszy dzień otwarcia: Malezja, Islandia, Nowa Zelandia, Singapur, Tajlandia[97]

### Krytyka w mediach
Film spotkał się z pozytywną reakcją krytyków. W serwisie Rotten Tomatoes 91% z 358 recenzji uznano za pozytywne, a średnia ocen wystawionych na ich podstawie wyniosła 8/10. Na portalu Metacritic średnia ważona ocen z 43 recenzji wyniosła 69 punktów na 100. Natomiast według serwisu CinemaScore, zajmującego się mierzeniem atrakcyjności filmów w Stanach Zjednoczonych, publiczność przyznała mu ocenę A+ w skali od F do A+.
Todd McCarthy z „The Hollywood Reporter”: napisał: „Reżyser Joss Whedon dokonuje oszałamiającego wyczynu, przywracając równowagę temu nadludzkiemu cyrkowi, zaprojektowanemu tak, by oczarować maniaków i nie-fanów”. Justin Chang z „Variety” stwierdził: „Choć może jest kosztowny i ekspansywny, to film ten nie jest nadętym behemotem”. Peter Travers z „Rolling Stone” napisał: „Pozwólcie, że sprintem od razu do rzeczy: Avengers mają wszystko. A potem jeszcze trochę. Sześciu superbohaterów w cenie jednego biletu: Iron Man, Thor, Kapitan Ameryka, Hawkeye, Czarna Wdowa i Hulk. To także przebój, który widziałem w mojej głowie, gdy wyobraziłem sobie film, który połączył idoli świata Marvela w jednym błyszczącym, niesamowicie ekscytującym pakiecie”. Kenneth Turan z „Los Angeles Times” stwierdził, że: „Skoro, jak The Avengers podkreśla przygnębiająco, filmy na podstawie komiksów są ostatecznym wyrazem współczesnego ducha czasu, którego niegdyś przykład stanowiły takie filmy jak Przeminęło z wiatrem lub Casablanca, to dobrze, że są chociaż zrobione naprawdę przyzwoicie. Gdybyś był zmuszony oglądać garstkę dziwaków, odizolowanych od siebie i niezrównoważonych ratujących planetę po raz enty, mógłbyś trafić o wiele gorzej”. Roger Ebert z „Chicago Sun-Times” napisał, że: „The Avengers jest dobrze zrobiony przez Jossa Whedona, ze stylem i energią. Zapewnia swoim fanom dokładnie to, czego pragną. Czy jest to dokładnie to, na co zasługują, jest dyskusyjne”. A.O. Scott z „The New York Times” stwierdził: „ten film upaja się indywidualnością swoich potężnych, mitycznych postaci, wskazując ich kompleksy, których znaczenie zwiększa się dodatkowo przez ich nadludzką moc i powoduje to że dochodzi do tarć, gdy zderzają się duże, niedoskonałe ego (i alter ego)”. Owen Gleiberman z „Entertainment Weekly” napisał: „wielki finał akcji CGI, rozgrywający się na ulicach Nowego Jorku, jest – pod każdym względem – powalający”. James White z „Empire Magazine” stwierdził, że: „Avengersi zostali zjednoczeni i w większości doskonale do siebie pasują. Radosna mieszanka bohaterstwa i humoru, która podnosi stawkę, tak jak mocno trzyma się tego, co sprawia, że poszczególni bohaterowie zaskakują”.
Łukasz Muszyński z portalu Filmweb napisał: „Avengers Jossa Whedona są jak bajaderka, ciastko ulepione z innych ciastek. Łączą w sobie elementy aż pięciu filmów z czterema różnymi bohaterami, nakręconych przez reżyserów o odmiennych temperamentach i wizjach kina”. Jakub Ćwiek z NaEkranie.pl stwierdził: „jeżeli ktoś po Avengers spodziewał się więcej niż dostał / dostanie, to ewidentny znak, że powinien przestać oglądać filmy. W ogóle. Na zawsze. Bo więcej z tego tematu, z otrzymanego materiału, postaci i konwencji wycisnąć się absolutnie nie dało! Choć cóż, pewnie Whedon za jakiś czas zrobi dwójkę i każe mi to odszczekać... Na co po cichu i w skrytości serca jednak liczę”. Michał Misztal z Paradoks.pl napisał: „film jest niesamowity, dla fanów komiksów Marvela jest to absolutnie pozycja do obejrzenia w kinie i doskonała odtrutka po zupełnie nietrafionym drugim Ghost Riderze. Zaopatrzcie się dobrze na ten długi seans”. Przemysław Grzesiak z Bestiariusz.pl stwierdził: „Każdy, kto wyszedł z sali kinowej, odpowie tylko jedno: Tak! To dobre przygodowe kino, które widz ogląda z zapartym tchem od początku do samego końca”.

### Nagrody i nominacje
| Rok  | Ceremonia                             | Kategoria                                                               | Nominowani | Rezultat  | Przypis         |
| ---- | ------------------------------------- | ----------------------------------------------------------------------- | --- | --------- | --------------- |
| 2012 | Teen Choice Awards                    | Ulubiony film fantasy / science-fiction                                 | Avengers | Nominacja | [ 112 ] [ 113 ] |
| 2012 | Teen Choice Awards                    | Ulubiony aktor w filmie science-fiction / fantasy                       | Chris Hemsworth | Nominacja | [ 112 ] [ 113 ] |
| 2012 | Teen Choice Awards                    | Ulubiony aktor w filmie science-fiction / fantasy                       | Robert Downey Jr. | Nominacja | [ 112 ] [ 113 ] |
| 2012 | Teen Choice Awards                    | Ulubiona aktorka w filmie science-fiction / fantasy                     | Scarlett Johansson | Nominacja | [ 112 ] [ 113 ] |
| 2012 | Teen Choice Awards                    | Najlepszy filmowy wybuch złości                                         | Mark Ruffalo | Nominacja | [ 112 ] [ 113 ] |
| 2012 | Teen Choice Awards                    | Ulubiony czarny charakter                                               | Tom Hiddleston | Nominacja | [ 112 ] [ 113 ] |
| 2012 | Teen Choice Awards                    | Ulubiona męska postać kradnąca sceny                                    | Chris Evans | Nominacja | [ 112 ] [ 113 ] |
| 2012 | Teen Choice Awards                    | Ulubiony film lata                                                      | Avengers | Wygrana   | [ 112 ] [ 113 ] |
| 2012 | Teen Choice Awards                    | Aktor lata                                                              | Robert Downey Jr. | Nominacja | [ 112 ] [ 113 ] |
| 2012 | Teen Choice Awards                    | Aktor lata                                                              | Chris Hemsworth | Wygrana   | [ 112 ] [ 113 ] |
| 2012 | Teen Choice Awards                    | Aktorka lata                                                            | Scarlett Johansson | Nominacja | [ 112 ] [ 113 ] |
| 2012 | Hollywood Film Awards                 | Najlepsze efekty specjalne                                              | Janek Sirrs, Jeff White                                                                                                 | Wygrana   | [ 114 ]         |
| 2013 | People’s Choice Awards                | Ulubiony film                                                           | Avengers | Nominacja | [ 115 ]         |
| 2013 | People’s Choice Awards                | Ulubiony film akcji                                                     | Avengers | Nominacja | [ 115 ]         |
| 2013 | People’s Choice Awards                | Ulubiona seria filmowa                                                  | Avengers | Nominacja | [ 115 ]         |
| 2013 | People’s Choice Awards                | Ulubiony aktor                                                          | Robert Downey Jr. | Wygrana   | [ 115 ]         |
| 2013 | People’s Choice Awards                | Ulubiona aktorka                                                        | Scarlett Johansson | Nominacja | [ 115 ]         |
| 2013 | People’s Choice Awards                | Ulubiony aktor w filmie akcji                                           | Chris Evans | Nominacja | [ 115 ]         |
| 2013 | People’s Choice Awards                | Ulubiony aktor w filmie akcji                                           | Chris Hemsworth | Wygrana   | [ 115 ]         |
| 2013 | People’s Choice Awards                | Ulubiony aktor w filmie akcji                                           | Robert Downey Jr. | Nominacja | [ 115 ]         |
| 2013 | People’s Choice Awards                | Ulubiony superbohater                                                   | Chris Evans | Nominacja | [ 115 ]         |
| 2013 | People’s Choice Awards                | Ulubiony superbohater                                                   | Chris Hemsworth | Nominacja | [ 115 ]         |
| 2013 | People’s Choice Awards                | Ulubiony superbohater                                                   | Robert Downey Jr. | Wygrana   | [ 115 ]         |
| 2013 | People’s Choice Awards                | Ulubione ekranowe dopasowanie                                           | Scarlett Johansson i Jeremy Renner                                                                                      | Nominacja | [ 115 ]         |
| 2013 | People’s Choice Awards                | Ulubiona 'twarz bohaterska'                                             | Scarlett Johansson | Nominacja | [ 115 ]         |
| 2013 | Critics’ Choice Awards                | Najlepszy film akcji                                                    | Avengers | Nominacja | [ 116 ]         |
| 2013 | Critics’ Choice Awards                | Najlepszy aktor w filmie akcji                                          | Robert Downey Jr. | Nominacja | [ 116 ]         |
| 2013 | Critics’ Choice Awards                | Najlepsze efekty specjalne                                              | Avengers | Nominacja | [ 116 ]         |
| 2013 | Annie Award                           | Najlepsze indywidualne osiągnięcie: efekty animowane w filmie aktorskim | Jerome Platteaux, John Sigurdson, Ryan Hopkins, Raul Essig i Mark Chataway                                              | Wygrana   | [ 117 ]         |
| 2013 | Annie Award                           | Najlepsze indywidualne osiągnięcie: animacja postaci w filmie aktorskim | Jakub Pistecky, Maia Kayser, Scott Benza, Steve King i Kiran Bhat                                                       | Nominacja | [ 117 ]         |
| 2013 | Nagroda Brytyjskiej Akademii Filmowej | Najlepsze efekty specjalne                                              | Avengers | Nominacja | [ 118 ]         |
| 2013 | Nagroda Akademii Filmowej             | Najlepsze efekty specjalne                                              | Janek Sirrs, Jeff White, Guy Williams i Dan Sudick                                                                      | Nominacja | [ 119 ]         |
| 2013 | Kids’ Choice Awards                   | Ulubiony film                                                           | Avengers | Nominacja | [ 120 ]         |
| 2013 | Kids’ Choice Awards                   | Ulubiona aktorka filmowa                                                | Scarlett Johansson | Nominacja | [ 120 ]         |
| 2013 | Kids’ Choice Awards                   | Ulubiony buttkicker                                                     | Robert Downey Jr. | Nominacja | [ 120 ]         |
| 2013 | Kids’ Choice Awards                   | Ulubiony buttkicker                                                     | Chris Hemsworth | Nominacja | [ 120 ]         |
| 2013 | Kids’ Choice Awards                   | Ulubiona buttkickerka                                                   | Scarlett Johansson | Nominacja | [ 120 ]         |
| 2013 | Kids’ Choice Awards                   | Ulubiony czarny charakter                                               | Tom Hiddleston | Nominacja | [ 120 ]         |
| 2013 | Empire Awards                         | Najlepszy film science-fiction / fantasy                                | Avengers | Nominacja | [ 121 ]         |
| 2013 | Empire Awards                         | Najlepszy film w technologii 3D                                         | Avengers | Nominacja | [ 121 ]         |
| 2013 | Empire Awards                         | Najlepsza reżyseria                                                     | Joss Whedon | Nominacja | [ 121 ]         |
| 2013 | Empire Awards                         | Najlepszy aktor                                                         | Robert Downey Jr. | Nominacja | [ 121 ]         |
| 2013 | Empire Awards                         | Najlepszy film                                                          | Avengers | Nominacja | [ 121 ]         |
| 2013 | MTV Movie Awards 2013                 | Najlepszy film                                                          | Avengers | Wygrana   | [ 122 ]         |
| 2013 | MTV Movie Awards 2013                 | Najlepszy duet                                                          | Robert Downey Jr. i Mark Ruffalo                                                                                        | Nominacja | [ 122 ]         |
| 2013 | MTV Movie Awards 2013                 | Najlepsza scena walki                                                   | Robert Downey Jr., Chris Evans, Mark Ruffalo, Chris Hemsworth, Scarlett Johansson i Jeremy Renner kontra Tom Hiddleston | Wygrana   | [ 122 ]         |
| 2013 | MTV Movie Awards 2013                 | Najlepszy bohater                                                       | Robert Downey Jr. | Nominacja | [ 122 ]         |
| 2013 | MTV Movie Awards 2013                 | Najlepszy bohater                                                       | Mark Ruffalo | Nominacja | [ 122 ]         |
| 2013 | MTV Movie Awards 2013                 | Najlepszy czarny charakter                                              | Tom Hiddleston | Wygrana   | [ 122 ]         |
| 2013 | Taurus World Stunt Awards             | Najlepsza walka                                                         | Avengers | Wygrana   | [ 123 ]         |
| 2013 | Taurus World Stunt Awards             | Najlepsza praca kaskaderska na wysokościach                             | Avengers | Wygrana   | [ 123 ]         |
| 2013 | Taurus World Stunt Awards             | Najlepsza praca kaskaderska z pojazdem                                  | Avengers | Nominacja | [ 123 ]         |
| 2013 | Taurus World Stunt Awards             | Najlepsza praca kaskaderek                                              | Avengers | Wygrana   | [ 123 ]         |
| 2013 | Taurus World Stunt Awards             | Najmocniejszy cios                                                      | Avengers | Wygrana   | [ 123 ]         |
| 2013 | Taurus World Stunt Awards             | Najlepsza reżyseria kaskaderów                                          | Avengers | Nominacja | [ 123 ]         |
| 2013 | Nebula Awards                         | Najlepsza prezentacja dramatyczna                                       | Avengers | Nominacja | [ 124 ]         |
| 2013 | Saturn Awards                         | Najlepszy film sci-fi                                                   | Avengers | Wygrana   | [ 125 ]         |
| 2013 | Saturn Awards                         | Najlepszy aktor drugoplanowy                                            | Clark Gregg | Wygrana   | [ 125 ]         |
| 2013 | Saturn Awards                         | Najlepsza reżyseria                                                     | Joss Whedon | Wygrana   | [ 125 ]         |
| 2013 | Saturn Awards                         | Najlepszy scenariusz                                                    | Joss Whedon | Nominacja | [ 125 ]         |
| 2013 | Saturn Awards                         | Najlepszy montaż                                                        | Jeffrey Ford i Lisa Lassek                                                                                              | Nominacja | [ 125 ]         |
| 2013 | Saturn Awards                         | Najlepsze efekty specjalne                                              | Janek Sirrs, Jeff White, Guy Williams i Dan Sudick                                                                      | Wygrana   | [ 125 ]         |
| 2013 | Hugo Awards                           | Najlepsza prezentacja dramatyczna (długa forma)                         | Avengers | Wygrana   | [ 126 ]         |

## Kontynuacje
W październiku 2011 roku Kevin Feige zapowiedział, że powstanie sequel jako cześć II Fazy Filmowego Uniwersum Marvela. W sierpniu 2012 roku potwierdzono, że Joss Whedon powróci na stanowisko reżysera i napisze scenariusz. Avengers: Czas Ultrona pojawił się w 2015 roku, a w rolach głównych wystąpili: Robert Downey Jr., Chris Hemsworth, Mark Ruffalo, Chris Evans, Scarlett Johansson, Jeremy Renner, Don Cheadle, Aaron Taylor-Johnson, Elizabeth Olsen, Paul Bettany, Cobie Smulders, Anthony Mackie, Hayley Atwell, Idris Elba, Stellan Skarsgård, James Spader i Samuel L. Jackson.
8 października 2014 roku podczas MarvelEvent, gdzie przedstawiono skład filmów III Fazy MCU, studio zapowiedziało dwuczęściową kontynuację, początkowo zatytułowaną kolejno Avengers: Infinity War Part 1 i Avengers: Infinity War Part 2. W kwietniu 2015 roku poinformowano, że Anthony i Joe Russo wyreżyserują oba filmy, a w maju, że scenariusz do nich napiszą Christopher Markus i Stephen McFeely. Zdjęcia do filmów były realizowane jeden po drugim. Pierwszy film Avengers: Wojna bez granic miał premierę w 2018 roku, a w rolach głównych wystąpili: Downey Jr., Hemsworth, Ruffalo, Evans, Johansson, Cheadle, Bettany, Olsen, Mackie, Benedict Cumberbatch, Tom Holland, Chadwick Boseman, Sebastian Stan, Danai Gurira, Letitia Wright, Dave Bautista, Zoe Saldaña, Karen Gillan, Bradley Cooper, Benedict Wong, Gwyneth Paltrow, Josh Brolin i Chris Pratt. Drugi - Avengers: Koniec gry - zadebiutował w 2019 roku, a w głównych rolach powrócili: Downey Jr., Evans, Ruffalo, Hemsworth, Johansson, Cheadle, Gillan, Gurira, Wong, Cooper, Paltrow i Brolin oraz dołączyli do nich  Renner, Paul Rudd, Brie Larson i Jon Favreau.
W lipcu 2022 roku zostały zapowiedziane na 2025 rok dwie kontynuacje, Avengers: The Kang Dynasty i Avengers: Secret Wars. W czerwcu 2023 roku The Kang Dynasty i Secret Wars zostały przesunięte na 2026 i 2027 rok. W grudniu zrezygnowano z podtytułu The Kang Dynasty.